# Xa lộ Liên tiểu bang 89
Xa lộ Liên tiểu bang 89 (tiếng Anh: Interstate 89 hay viết tắt là I-89) là một xa lộ liên tiểu bang trong vùng Tân Anh của Hoa Kỳ, chạy giữa Bow, New Hampshire và Highgate Springs, Vermont. Như tất cả các xa lộ liên tiểu bang chính yếu mang mã số lẻ, I-89 được cắm biển là một xa lộ bắc–nam. Tuy nhiên, nó thực sự đi theo hướng từ tây bắc đến đông nam, phục vụ với hai khả năng: thứ nhất như xa lộ liên tiểu bang đông–tây ở phía bắc Xa lộ Liên tiểu bang 90 trong vùng Tân Anh và thứ hai như một hành lang xa lộ quan trọng chính nối kết giữa hai thành phố lớn là Montreal của Canada và Boston của tiểu bang Massachusetts. Các thành phố mà xa lộ phục vụ trực tiếp là Concord, New Hampshire và Burlington, Vermont. I-89 là một trong số ba xa lộ liên tiểu bang có toàn tuyến đường nằm bên trong các tiểu bang Tân Anh.
Xa lộ Liên tiểu bang 89 nối liền hai thành phố nhỏ hơn và các vùng nông thôn bên trong các vùng của tiểu bang New Hampshire và tiểu bang Vermont. Nó có hai làn xe mỗi chiều xuyên suốt cả con đường. Không như các xa lộ liên tiểu bang bên cạnh như (Xa lộ Liên tiểu bang 91 và Xa lộ Liên tiểu bang 93), nó không có giao cắt với bất cứ xa lộ liên tiểu bang số chẵn nào cả trên toàn tuyến đường của nó. Tuy nhiên, nó chạy song song (và liên đổi đường nhiều lần) với các đoạn đường của ba quốc lộ Hoa Kỳ sau đây: Quốc lộ Hoa Kỳ 4 từ Enfield đến White River Junction; Quốc lộ Hoa Kỳ 2 từ Montpelier đến Colchester, và Quốc lộ Hoa Kỳ 7 từ Burlington đến biên giới Canada.

## Mô tả xa lộ
|               | dặm    | km     |
| ------------- | ------ | ------ |
| New Hampshire | 60,80  | 97,89  |
| Vermont       | 130,25 | 209,70 |
| Tổng cộng     | 191,05 | 307,59 |

### New Hampshire

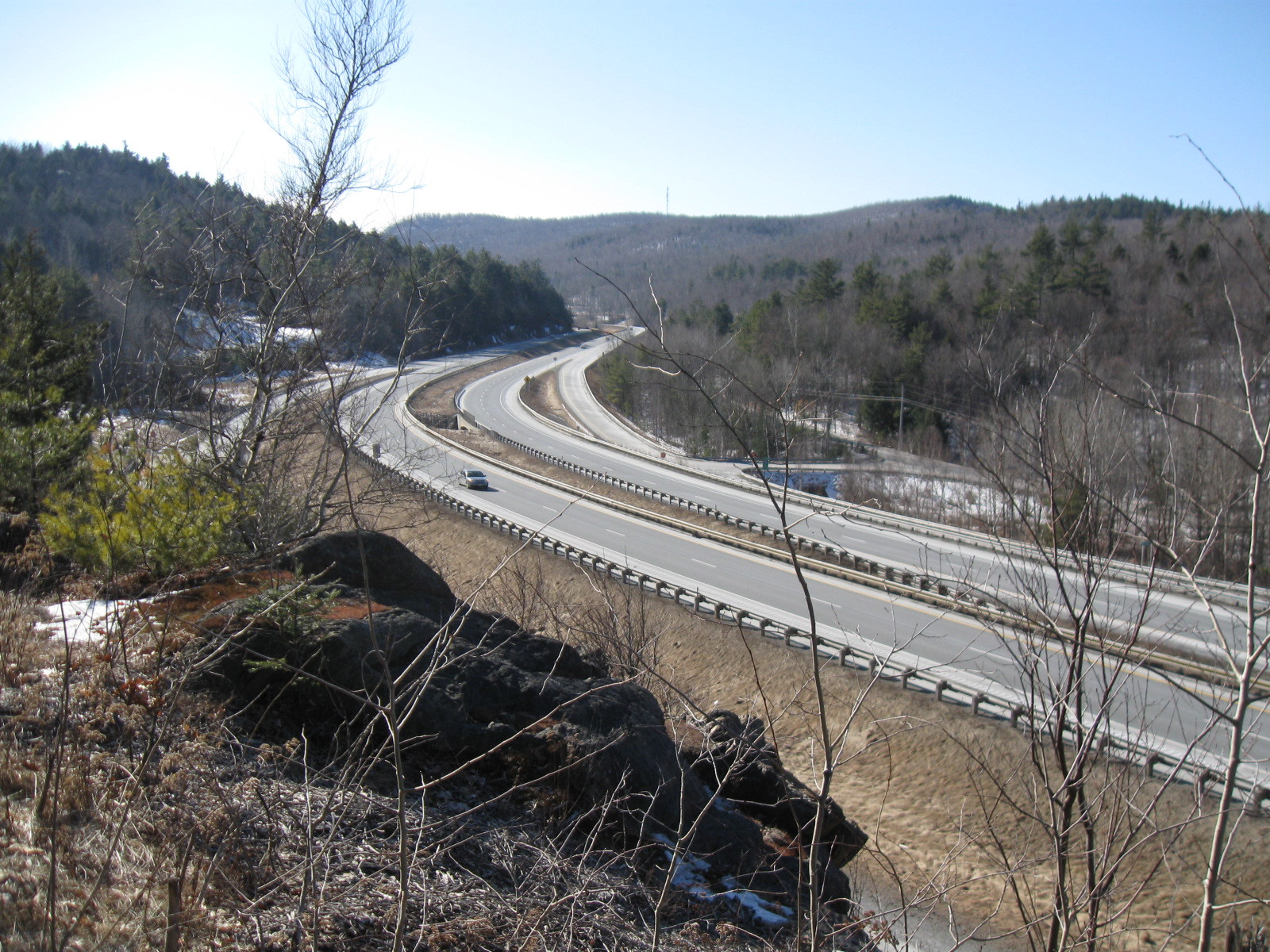
Lối ra 15 trong tiểu bang New Hampshire tại Montcalm, nhìn về hướng nam

Xa lộ Liên tiểu bang 89 chạy khoảng 60,6 dặm (97,5 km) trong tiểu bang New Hampshire và là hành lang xa lộ cao tốc then chốt qua phần phía tây tiểu bang. Mặc dù được ghi biển là một xa lộ cao tốc bắc–nam nhưng 8 dặm (13 km) đầu tiên của nó thực sự chạy theo hướng đông–tây trước khi chuyển sang hướng tây bắc. Hai trung tâm dân số lớn dọc theo I-89 trong tiểu bang New Hampshire là Concord ở đầu phía nam của nó và Lebanon trên ranh giới tiểu bang Vermont. Dọc theo I-89 trong New Hampshire là các thị trấn Grantham, New London và Warner.
Khởi đầu tại một nút giao thông khác mức với Xa lộ Liên tiểu bang 93 và Xa lộ New Hampshire 3A trong thị trấn Bow, ngay phía nam thành phố thủ phủ của tiểu bang là Concord, xa lộ chạy theo hướng tây bắc qua Vùng Dartmouth-Hồ Sunapee. Một lối ra trực tiếp phục vụ thành phố Concord (Lối ra 2) trước khi xa lộ đi vào thị trấn lân cận là Hopkinton. Xa lộ New Hampshire 11 đông-tây nhập vào I-89 tại lối ra 11 và chạy trùng với nó khoảng 3 dặm (4,8 km) trước khi rời I-89 tại lối ra 12. Tại Lối ra 13 trong Grantham, Xa lộ New Hampshire 10 đi vào I-89, và cặp đôi xa lộ này hình thành một con đường trùng dài khoảng 15 dặm (24 km).
Xa lộ tiếp tục hướng tây bắc, đi qua thành phố Lebanon là nơi có Trung tâm Y tế Dartmouth-Hitchcock. Một vài dặm ở phía bắc điểm này là Cao đẳng Dartmouth. Quốc lộ Hoa Kỳ 4 chạy song song với I-89 qua Lebanon. Lối ra 17 đến 20 phục vụ thành phố Lebanon. Ở lối ra 19, Xa lộ New Hampshire 10 chiều đi hướng bắc, tách ra khỏi I-89 và nhập vào Quốc lộ Hoa Kỳ 4 để đi qua West Lebanon. Lối ra cuối cùng trong tiểu bang là Lối ra 20, tạo lối đi đến khu bán lẻ lớn của thành phố West Lebanon nằm dọc theo Xa lộ New Hampshire 12A. Ngay sau nút giao thông lập thể này, xa lộ qua Sông Connecticut và vào tiểu bang Vermont.

### Vermont

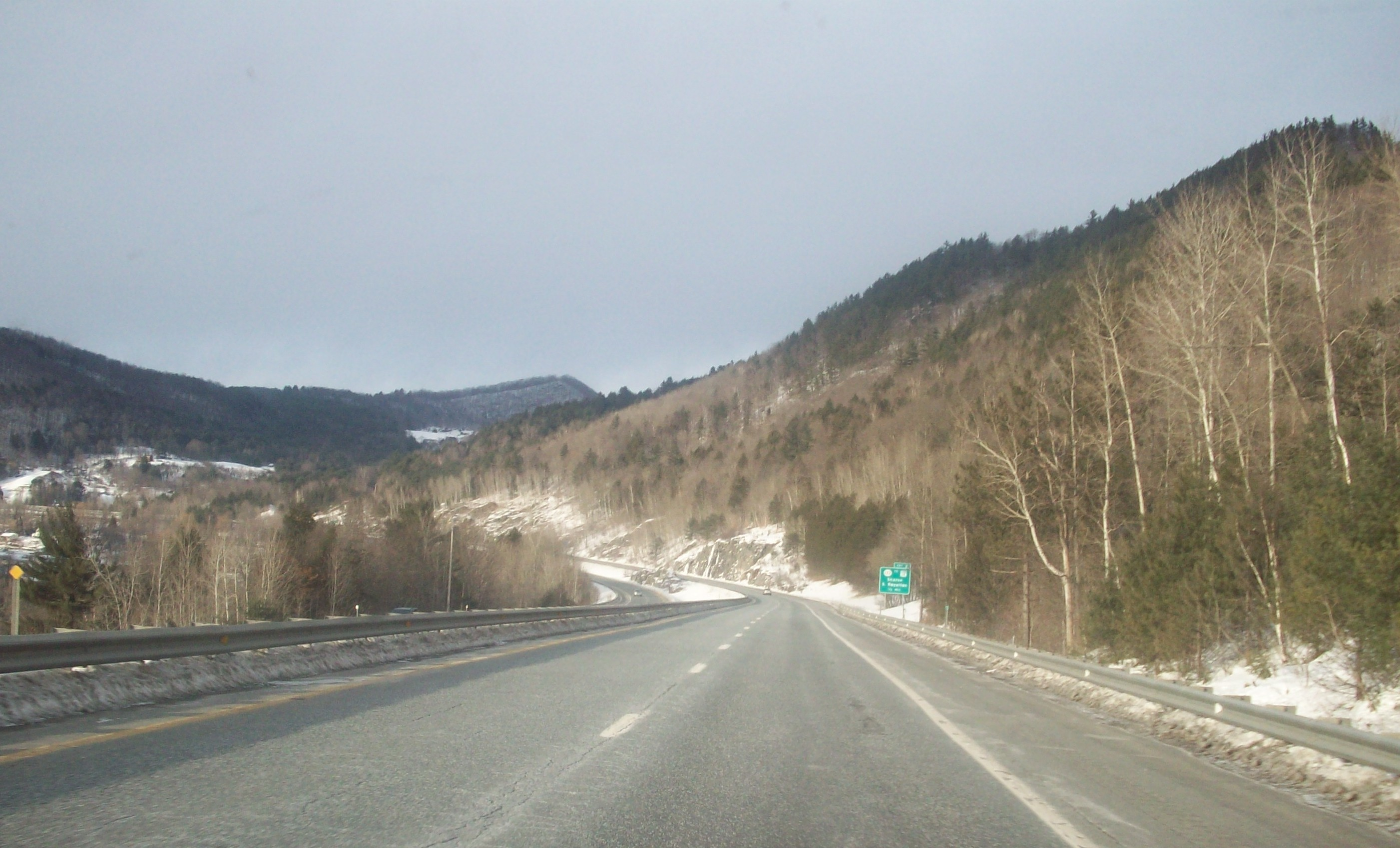
Xa lộ Liên tiểu bang 89, chiều đi hướng bắc trong tiểu bang Vermont, đang đi tới Lối ra 2 tại Sharon

Xa lộ Liên tiểu bang 89 là một trong số các con đường quan trọng nhất của tiểu bang Vermont vì nó là xa lộ liên tiểu bang duy nhất phục vụ cả thành phố thủ phủ tiểu bang Montpelier và thành phố lớn nhất Burlington. Các thành phố và thị trấn quan trọng khác nằm dọc theo I-89 là Barre, Waterbury, và St. Albans. Williston, đã trở thành một trung tâm siêu thị bán lẻ của Burlington' (và một trong số các thị trấn phát triển nhanh nhất trong tiểu bang) trong thập niên qua, cũng có một nút giao thông lập thể dọc theo I-89.
Vượt Sông Connecticut vào tiểu bang Vermont, I-89 theo hướng tây bắc như lúc còn trong tiểu bang New Hampshire. Xa lộ Liên tiểu bang giao cắt với I-91 tại một nút giao thông lập thể ngay khi vào Vermont. Chẳng bao lâu sau đó thi nó có một nút giao thông lập thể khác với Quốc lộ Hoa Kỳ 4. Xa lộ bắt đầu đi vào khu vực có nhiều ngọn đồi ngoạn mục trùng điệp của tiểu bang Vermont. nó gần như đổi sang hướng bắc ở một điểm cách ranh giới tiểu bang New Hampshire khoảng 20 dặm (32 kilometres), và tiếp tục đi qua vùng nông thôn cao của trung Vermont. Xa lộ Liên tiểu bang đi qua các thị trấn Sharon, Royalton, Bethel, Randolph, Brookfield, và Williamstown trước khi đến "thành phố đôi" Barre và Montpelier tại trung tâm tiểu bang Vermont. Điểm cao nhất của xa lộ có thể nói là nằm tại thị trấn Brookfield.
Xa lộ lại đổi hướng về tây bắc khi đi qua nút giao thông lập thể để đến Montpelier. Trong 40 dặm kế tiếp (64 km), I-89 chạy song song với Sông Winooski và Quốc lộ Hoa Kỳ 2. Xa lộ cắt ngang một đoạn của Dãy núi Appalachia có tên là Dãy núi Green, và bị bao quanh bởi các đỉnh núi cao trên 4000 ft (1.219 mét) như Camel's Hump. Quốc lộ Hoa Kỳ 2 thường chạy cắt ngang xa lộ I-89 và có một vài nút giao thông lập thể với nó trên đường đi đến Burlington.
Xa lộ Liên tiểu bang 89 độc nhất vô nhị vì sự cá biệt trên biển dấu của nó. Giữa Lối ra 9 & 10, có biển dấu biểu thị quãng đường đến các thành phố trên biển chỉ dẫn ở mỗi chiều giao thông hoàn toàn bằng hệ thống đo lường quốc tế (cây số thay vì dặm). Trong khi đó cũng có nhiều trường hợp có biển dấu bằng cả dặm và cây số. Đây là trường hợp duy nhất hệ đo lường quốc tế được sử dụng một mình trên toàn Hệ thống Xa lộ Liên tiểu bang. Tuy nhiên cả hai loại biển dấu vừa nói ở trên đều bị thay thế vào năm 2010 và hiện nay chỉ biểu thị chiều dài bằng dặm.
Sau lối ra 11 tại Richmond, I-89 rời Dãy núi Green để vào Thung lũng Champlain Valley. Tại đây, ngay bên ngoài thành phố Burlington, xa lộ quay lên hướng bắc lần nữa. Cũng tại chỗ khúc quanh này là nơi khởi đầu của xa lộ phụ duy nhất chính thức của I-89 là Xa lộ Liên tiểu bang 189 (hai chữ số cuối chỉ xa lộ mẹ là I-89). Xa lộ phụ thứ hai là Xa lộ Liên tiểu bang 289, được đề xuất làm xa lộ vành đai quanh các khu ngoại ô đông bắc của Burlington vào thập niên 1980 nhưng vì có nhiều tranh cãi, nó chỉ được hoàn thành một phần và được đặt tên là Xa lộ Vermont 289.
Qua khỏi I-189, I-89 gặp nút giao thông lập thể cao tốc bận rộn nhất trong tiểu bang đó là Lối ra 14. Nút giao thông lập thể hình ba lá tại lối ra này tạo lối đến phố chính thành phố Burlington, Đại học Vermont, Phố Dorset đông cửa hàng bán lẻ qua ngã Quốc lộ Hoa Kỳ 2. Đi lên hướng bắc từ Burlington, phong cảnh nhanh chóng mờ nhạt từ cảnh phát triển ngoại ô sang các ngọn đồi trùng điệp với nhiều đặc tính hơn của vùng bắc Tân Anh, tạo ra một phong cảnh xa nhìn xuống Hồ Champlain. I-89 đi qua Milton, Georgia, St. Albans, Swanton, và cuối cùng là thị trấn biên giới Highgate Springs. Xa lộ kết thúc tại biên giới Canada tại Highgate Springs.

## Các xa lộ phụ
- Xa lộ Liên tiểu bang 289 ban đầu được dự tính đi quanh thành phố Burlington nhưng chưa bao giờ được hoàn thành. Đoạn hoàn thành duy nhất của nó được cắm biển là Xa lộ Vermont 289.